# Bataille de Sinuessa
Déclin de l'Empire romain d'Occident
Batailles
- Pollentia (402)
- Vérone (403)
- Fiesole (405/406)
- Passage du Rhin (406)
- Mayence (406)
- Rome (410)
- Carthage (439)
- Champs Catalauniques (451)
- Rome (455)
- Sinuessa (458)
- Carthagène (460)
- Orléans (463)
- Cap Bon (468)

La bataille de Sinuessa s'est déroulée dans le cadre d'une expédition du royaume vandale d'Afrique dirigée par Genséric contre l'Empire romain d'occident. Le but de l'opération était de faire du butin.

## Contexte
Depuis qu'ils se sont emparés de Carthage en 439, les Vandales organisent de multiples razzias sur les côtes et les îles méditerranéennes. En 455, ils sont assez puissants pour s'emparer de Rome et la piller méthodiquement pendant quinze jours.

## Déroulement
En 458, une flotte nombreuse, chargée de Vandales et de « Maures », c'est-à-dire de Berbères, attaque la Campanie. Elle est commandée par le beau-frère de Genséric. Jean Savaron et Jacques Sirmond ont identifié ce chef vandale à Sersaon, que Victor de Vita donne comme un beau-frère (cognato) de Genséric.
Les Maures débarquent entre le Volturno et le Garigliano et pillent les environs de Sinuessa pendant que le « gras Vandale, assis sur les bancs de ses galères, attend le butin qu'il a ordonné à son captif [le Maure] de saisir et de lui amener »,. Pour protéger les côtes italiennes des pirates, l'empereur Majorien, retenu en Gaule, avait fait disposer des corps de troupes, qui de poste en poste pouvaient facilement se réunir et défendre l'endroit attaqué. À l'approche des pillards, un corps nombreux de soldats romains se trouve bientôt rassemblé près de Sinuessa. Ils fondent sur les Berbères et les Vandales, chargés de butin, et leur ayant coupé le retour vers la mer, ils les chassent vers la montagne, probablement le Monte Massico (it). Les Vandales sortent alors de leurs vaisseaux pour secourir les Berbères. Il se livre un combat sanglant, où les pillards sont défaits et forcés de regagner la mer en désordre, laissant sur le champ de bataille leur chef percé de coups.

« Aussitôt que le Vandale tourne ses armes et prend la fuite, le carnage succède au combat. Les ennemis tombent en foule dans la plaine ; au milieu de la déroute, le plus lâche se défend avec autant de courage que le plus vaillant guerrier. Pâle de frayeur, le cavalier [vandale] se précipite dans la mer, dépasse les navires, puis ensuite, du sein des flots, regagne honteusement une barque […] Les ennemis chassés, on se hâte de parcourir ce vaste champ de bataille. On voyait là, sous les monceaux de morts, quel avait été le courage des deux partis. Tous tes guerriers, Majorien, étaient frappés à la poitrine, tous les ennemis étaient percés par derrière. C'est ce que crient assez haut les blessures de ce chef des brigands, qui avait épousé, dit-on, la sœur de l'avare Genséric ; enseveli dans la poussière, les cheveux arrachés, il porte encore les marques flétrissantes de sa honteuse fuite… »

— Sidoine Apollinaire, Panégyrique prononcé en l'honneur de Julius Valerius Majorianus Augustus
.

## Conséquences
Voulant mettre fin aux raids vandales, l'empereur Majorien décide d'aller attaquer Genséric en Afrique. Pour cela, il rassemblera dans la baie d'Alicante, en Hispanie, une flotte pour envahir le royaume vandale. L'expédition sera un désastre.